# Полумордвинов, Григорий Афанасьевич
Григо́рий Афана́сьевич Полумордви́нов (09(21).03.1897, с. Озерки Хвалынского уезда Саратовской губернии — 28.12.1937, Москва) — деятель ВКП(б), 2-й секретарь Ярославского обкома ВКП(б). Входил в состав особой тройки НКВД СССР.

## Биография
Григорий Афанасьевич Полумордвинов родился 21 марта 1897 года в селе Озерки Саратовской губернии. По национальности мокша.
В 1918 году окончил политехническое училище. В том же году стал членом РКП(б) и вся его дальнейшая жизнь связалась с работой в партийных структурах.
- 10.1918 — 3.1919 — заместитель заведующего Красноярским уездным отделом управления (Астраханская губерния).
- 3.1919 — 5.1920 — председатель Красноярского уездного комитета РКП(б) (Астраханская губерния).
- 5 — 11.1920 — секретарь Астраханского губернского комитета РКП(б).
- 11.1920 — 1921 — заведующий Организационным отделом Астраханского губернского комитета РКП(б)
- 5 — 11.1921 — заведующий Организационным отделом ЦК КП(б) Азербайджана.
- 11.1921 — 6.1922 — ответственный секретарь, заведующий Культурным отделом Астраханского губернского Совета профсоюзов.
- 6.1922 — 6.1923 — ответственный секретарь Пензенского уездного комитета РКП(б) — ВКП(б)
- 6.1923 — 4.1925 — заведующий Агитационно-пропагандистским отделом Пензенского губернского комитета РКП(б) — ВКП(б).
- 5 — 9.1925 — и. о. ответственного секретаря Пензенского губернского комитета РКП(б).

Значительный вклад внес в создание мордовской автономии (9.1925 — 11.1929). Председатель Организационного бюро ВКП(б) по Мордовскому национальному округу, с августа 1928 — ответственный секретарь Мордовского окружного комитета ВКП(б). За эти годы внес ощутимый вклад в организацию автономии, в развитие экономики и культуры Мордовии. В 1927 году издал книгу о мордовском населении Пензенской губернии:36-37.
- 1.1931 — 9.1933 — ответственный инструктор ЦК ВКП(б).
- 9.1933 — 2.1935 — заведующий Политическим сектором машинно-тракторных станций Ивановского Промышленного областного земельного управления.
- 2.1935 — 6.1937 — 1-й секретарь Костромского городского комитета ВКП(б) (Ивановская Промышленная — Ярославская область).
- с 12 июня 1937 — 2-й секретарь Ярославского обкома ВКП(б). Этот период отмечен вхождением в состав особой тройки, созданной по приказу НКВД СССР от 30.07.1937 № 00447[4] и активным участием в сталинских репрессиях[5].

## Завершающий этап
Арестован 25 октября 1937 г. Приговорён к ВМН ВКВС СССР 28 декабря 1937 г. Обвинялся по статьям 58-7, 58-8, 58-11 УК РСФСР. Расстрелян в день вынесения приговора в Москве. Реабилитирован 26 мая 1956 года.